# 1979 في فنزويلا
فيما يلي قوائم الأحداث التي وقعت خلال عام 1979 في فنزويلا.

## سياسة

### انتهاء فترة المنصب
- 12 مارس – كارلوس أندريس بيريز رئيس فنزويلا.

## مواليد

### فبراير
- 8 فبراير – ألكسندر مونوز ملاكم فنزويلي.

### مايو
- 5 سبتمبر – خوان فوينمايور لاعب كرة قدم فنزويلي.

### يوليو
- 8 يوليو – أليخاندرو مورينو لاعب كرة قدم فنزويلي.

### سبتمبر
- 5 سبتمبر – خوان فوينمايور لاعب كرة قدم فنزويلي.

### ديسمبر
- 10 ديسمبر – جيان فرانكو

## وفيات

### سبتمبر
- 3 سبتمبر – خوان بابلو بيريز الفونسو (مواليد 1903)